# Liste des distinctions de Mahathir Mohamad
 (mai 2023).
Mahathir Mohamad a reçu de nombreux honneurs et récompenses depuis son administration.

## Décorations

### Décorations nationales
- Grand-cordon de l'ordre de la Couronne du Royaume
- Chevalier grand-commandeur de l'ordre de la Couronne de Johor (en)
- Chevalier grand-commandeur de l'ordre royal de la famille du Johor (en)
- Chevalier grand-commandeur de l'ordre du Défenseur du Royaume
- Chevalier grand-commandeur de l'ordre de l'étoile de Calao Sarawak (en)
- Chevalier grand-commandeur de l’ordre de la Couronne
- Chevalier grand-commandeur de l'ordre de Kinabalu (en)
- Grand-cordon de l'ordre royal de la famille Terengganu (en) (Malaisie)
- Grand-cordon de l'ordre de la Loyauté (en)
- Grand-cordon de l'ordre de Malacca
- Grand-cordon de l'ordre du Sultan Ahmad Shah de Pahang.

### Décorations étrangères
- Grand-croix de l'ordre de Bonne Espérance ( Afrique du Sud)
- Grand-croix de l'ordre du Libérateur San Martín ( Argentine)
- Grand-cordon de l'ordre de la Couronne ( Brunei)
- Grand-croix de l'ordre du Mérite du Chili ( Chili)
- Première classe de l'ordre du Mérite diplomatique (en) ( Corée du Sud)
- Médaille de l'ordre de José Martí ( Cuba)
- Grand-cordon de l'ordre de la Grande Étoile ( Djibouti)
- Grand-croix de l'ordre du Mérite civil ( Espagne)[1]
- Grand-cordon de l'ordre de l'Étoile de la république d'Indonésie (en) ( Indonésie)
- Première classe de l'ordre du Soleil levant ( Japon)
- Grand-cordon de l'ordre des fleurs de Paulownia ( Japon)
- Collier de l'ordre de Mubarak le Grand (en) ( Koweït)
- Grand-cordon de l'ordre national du Mérite ( Liban)
- Grand-croix de l'ordre national du Mali ( Mali)
- Grand-croix de l'ordre de l'Aigle aztèque ( Mexique)
- Grand-croix de l'ordre de Lakandula (en) ( Philippines)
- Grand-croix de l'ordre du Mérite de la république ( Pologne)
- Collier de l'ordre de la république de Pakistan (en) ( Pakistan)
- Médaille de l'ordre de l'Amitié ( Russie)
- Commandeur grand-croix de l'ordre royal de l'Étoile polaire ( Suède)
- Chevalier grand-cordon de l'ordre de l'Éléphant blanc ( Thaïlande)
- Collier de l'ordre de la République ( Turquie)
- Médaille de la république orientale de l'Uruguay (en) ( Uruguay)
- Grand-cordon de l'ordre du Libérateur ( Venezuela)

## Distinctions
- Docteur honoris causa de l'université Waseda[2]
- Docteur honoris causa de l'université Keiō
- Docteur honoris causa de l'université Tsinghua
- Docteur honoris causa de l'université nationale de Singapour[3],[4],[5]
- Docteur honoris causa de l'université Rangsit[6],[7],[8]
- Docteur honoris causa de l'université Yıldırım Beyazıt d'Ankara (en)
- Docteur honoris causa de l'université nationale de Malaisie (en)
- Docteur honoris causa de l'université al-Azhar
- Docteur honoris causa de l'université du Qatar[9],[10]
- Citoyen d'honneur de la ville de Tirana (1993)
- Prix international du roi Fayçal (1997)[11]
- Prix Jawaharlal Nehru (1999)
- U Thant Peace Award (en) (1999)
- Homme de l’année au forum de Doha (2019)[12].